# Sport Lisboa e Benfica
O Sport Lisboa e Benfica ComC • MHIH • OB (pronúncia em português: [sɨˈpɔɾ liʒˈβoɐ i βɐ̃jˈfikɐ]), mais conhecido como Benfica, é um clube multidesportivo português fundado em 1904 e sediado na freguesia de São Domingos de Benfica, em Lisboa. Foi campeão nacional de futebol em 38 temporadas e venceu duas vezes a Liga dos Campeões da UEFA.
A principal modalidade masculina sénior do clube é o futebol, mas distingue-se também noutras, como o andebol, o basquetebol, o futsal, o hóquei em patins e o voleibol. Tem ainda modalidades seniores femininas e escalões de formação em ambos os géneros em diferentes modalidades.
O seu historial e forte base de adeptos fazem do Benfica um dos três grandes clubes nacionais, a par do Futebol Clube do Porto e do Sporting Clube de Portugal, com os quais mantém uma forte rivalidade.
O Benfica na temporada 2023/24 ocupa a 19.ª posição do ranking de clubes da UEFA e a 33ª posição no Ranking Mundial de Clubes da IFFHS.

## História
Em 2014, o Benfica conquistou no futebol sénior masculino (primeiro escalão) o inédito triplete da Primeira Liga, Taça de Portugal e Taça da Liga. Nesse ano também ganhou a Supertaça, tornando-se no único clube português a ganhar as quatro competições domésticas no mesmo ano.
A nível internacional no futebol masculino sénior (primeiro escalão), o clube conquistou duas Taças dos Campeões Europeus, ambas no início dos anos sessenta (épocas 1960–61 e 1961–62), a segunda delas com a ajuda do lendário Eusébio, um eterno símbolo benfiquista, que após o final da sua carreira se tornou um embaixador itinerante do Benfica e de Portugal.
O Benfica tornou-se o primeiro clube português na história dos Campeonatos do futebol sénior masculino (primeiro escalão) a completar 30 jogos sem perder, nomeadamente nas épocas 1972–73 e 1977–78. Na época 1972–73, o Benfica conseguiu a maior diferença de sempre de pontos do campeão para o segundo classificado (18), num sistema em que era atribuído 2 pontos por cada vitória.
O Benfica também tem o recorde europeu para o número de vitórias consecutivas numa liga doméstica (29) no futebol sénior masculino (primeiro escalão), alcançado entre as épocas 1971–72 e 1972–73).

Segundo a BBDO, a marca Benfica ocupava, em 2007, a 17ª posição das marcas de futebol mais valiosas da Europa.

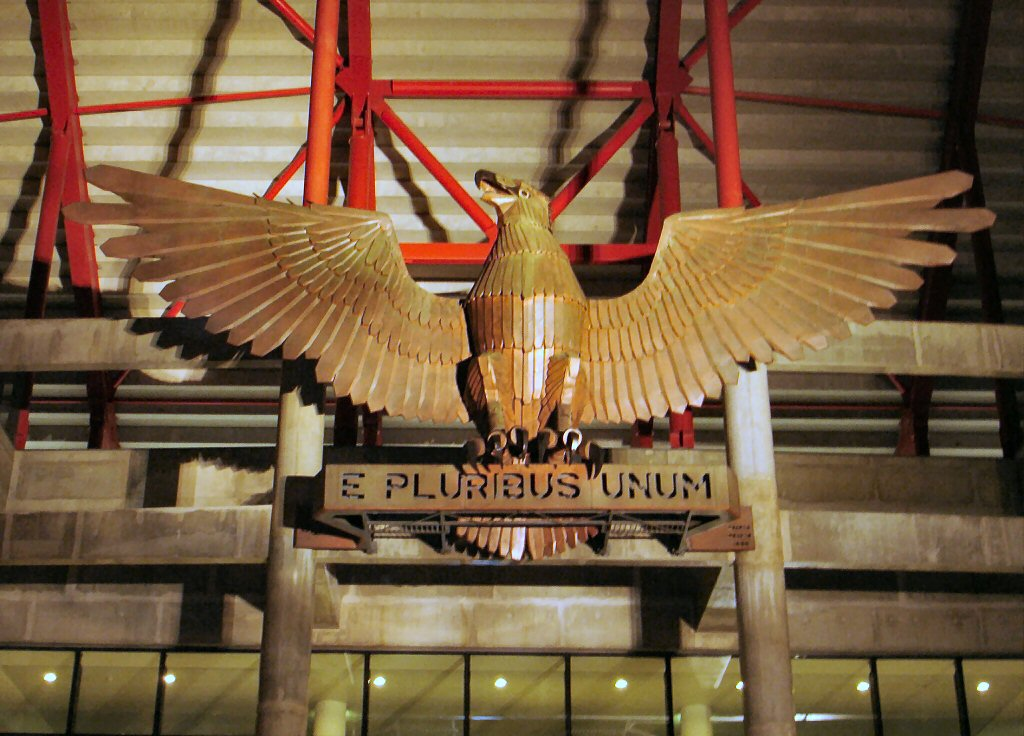
A águia à porta do Estádio da Luz.

O seu antigo jogador, Eusébio, considerado por muitos como um dos melhores jogadores de sempre, recebeu vários prémios internacionais de entidades prestigiadas (FIFA, UEFA, BBC, IFFHS, etc.) e de revistas da especialidade (France Football, Placar, etc.).

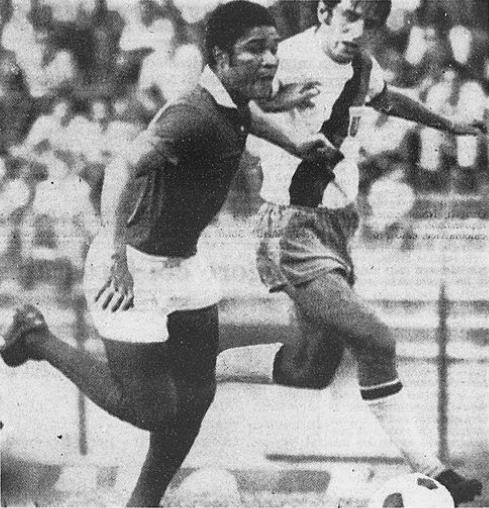
Eusébio em 1968, lendário jogador do Benfica, que vestiu a camisola do clube de 1961–1975.

Em 2023, A SAD e respetivos administradores (em funções durante o período 2016-2020) foram constituídos arguidos no âmbito de um processo judicial. Entre os arguidos, incluem-se o atual e anterior presidentes do clube (Rui Costa e Luís Filipe Vieira, respetivamente). Este facto foi confirmado pelo clube, em comunicado:

"Tendo em conta as notícias vindas hoje a público, a Sport Lisboa e Benfica – Futebol SAD confirma ter sido constituída arguida no passado dia 3 de janeiro, assim como, por inerência e entre outros, os membros do Conselho de Administração no mandato 2016 a 2020 e que se encontram atualmente em funções." Sport Lisboa e Benfica (2023). Comunicado.

## Símbolos do clube

### Emblema e cores
Na fundação do Sport Lisboa e Benfica ficou definido que o clube teria como símbolos fundamentais as cores vermelho e branco, uma águia e que adotaria a divisa "E Pluribus Unum", de maneira a definir a união entre todos os associados.
O emblema é composto por uma águia, que simboliza independência, autoridade e nobreza, um escudo com as cores do clube (vermelho e branco) e a sigla SLB de "Sport Lisboa e Benfica" sobre uma bola de futebol, tudo sobreposto sobre uma roda de bicicleta que foi retirada do emblema do Grupo Sport Benfica e que representa o ciclismo como uma das modalidades do clube (apesar de neste momento não a ter).
Na galeria de imagens acima nota-se a evolução do emblema entre 1904 e 2011. Este teve ainda reformulações em 1930 e 1999, esta última, essencialmente um reposicionamento da águia. No futebol, o clube tem vindo a adotar emblemas comemorativos das conquistas "encarnadas", com a inclusão de estrelas no topo do emblema atual.
O lema do clube, "E Pluribus Unum", que em latim significa "De muitos, um", também está presente.
Antes de cada partida em casa, uma águia-de-cabeça-branca, chamada Vitória, voa em torno do Estádio da Luz várias vezes, acabando por aterrar em cima do escudo benfiquista, completando o emblema e criando uma versão real do emblema do clube.

### Material e patrocinadores
| Período       | Material Desportivo | Patrocinador   |
| ------------- | ------------------- | -------------- |
| 1974–85       | Adidas              | Nenhum         |
| 1985–86       | Adidas              | / Shell        |
| 1986–89       | Adidas              | Fnac           |
| 1989–92       | Hummel              | Fnac           |
| 1992–94       | Hummel              | Casino Estoril |
| 1994–96       | Olympic             | Parmalat       |
| 1996–97       | Olympic             | Telecel        |
| 1997–00       | Adidas              | Telecel        |
| 2000–01       | Adidas              | Netc           |
| 2001–05       | Adidas              | Vodafone       |
| 2005–08       | Adidas              | PT             |
| 2006–12       | Adidas              | TMN            |
| 2008–15       | Adidas              | MEO            |
| 2013–15       | Adidas              | MOCHE          |
| 2015–Presente | Adidas              | Emirates       |

## Economia
Na primeira década do século XXI, o ano em que a economia mais cresceu foi em 2010, 1.9%, precisamente um ano em que o Benfica foi campeão. Em 2014 o Campeonato conquistado teve também um significado simbólico, já que depois de três anos de troika, em que o FC Porto foi tricampeão e em que a economia esteve sempre em recessão (-1.3% em 2011, -3.2% em 2012 e -1.4% em 2013), este ano marcou o regresso do crescimento da economia (1.2%).
Olhando para o consumo privado, a tendência é muito semelhante, pois sempre que o Benfica foi campeão, o consumo teve um comportamento positivo. E, mais uma vez, só em 2005 é que cresceu menos do que no ano anterior — que foi o ano do Euro 2004. Em 1994 a economia cresceu 0.8%, em 2005 2.1%, em 2010 1.9% e em 2014 cerca de 1.3%.

## Infraestruturas desportivas

### Terras do Desembargador (1904–1906)

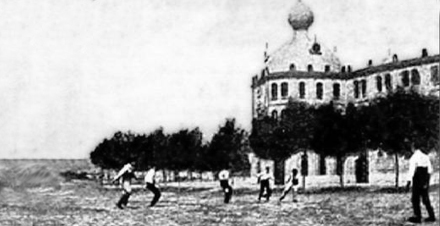
Terras do Desembargador (1906)

As Terras do Desembargador foram um espaço desportivo fundamental para a evolução do futebol em Lisboa e em Portugal.

### Estádio da Luz

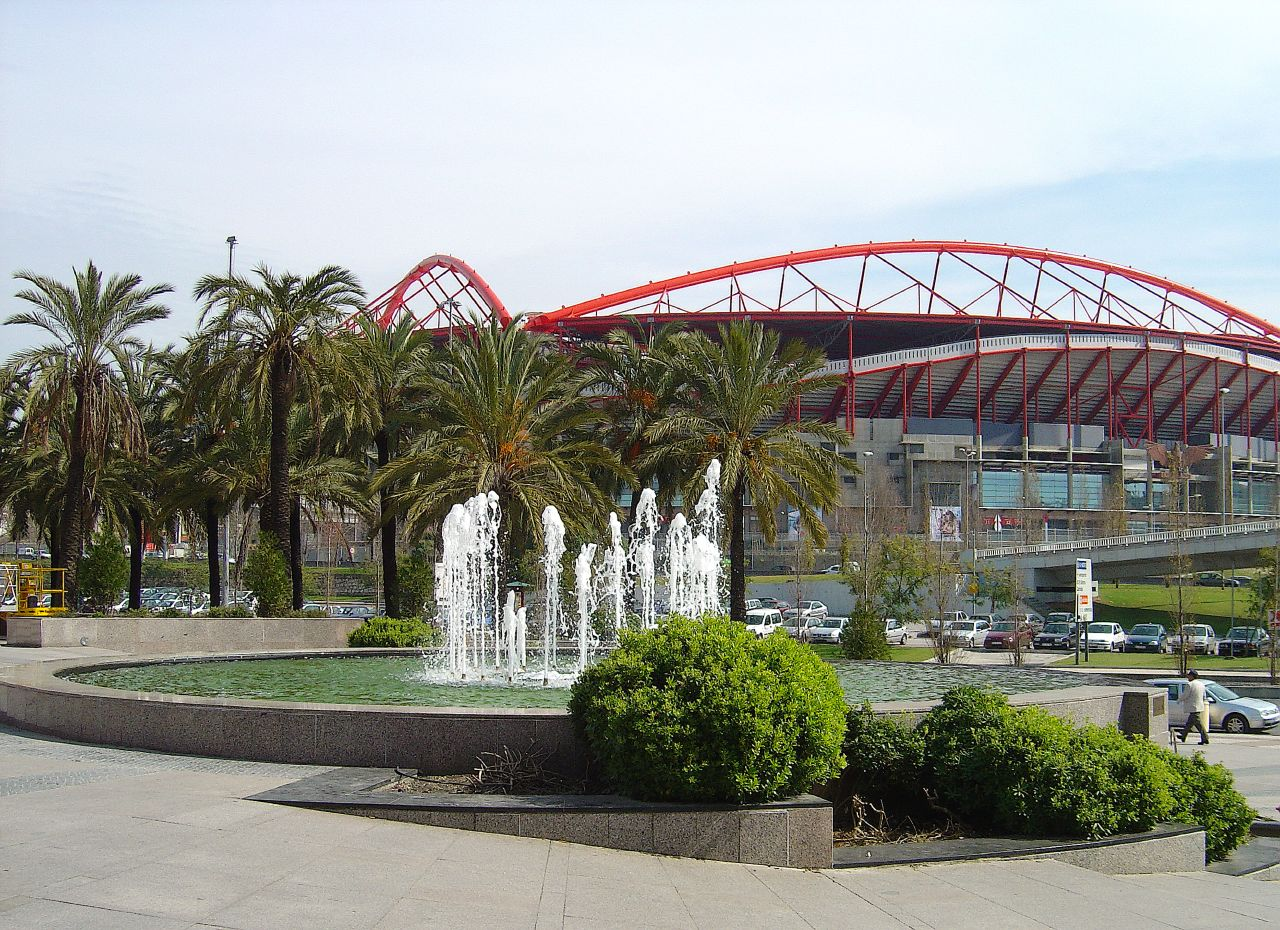
Vista exterior do Estádio.

O Estádio da Luz, oficialmente chamado Estádio do Sport Lisboa e Benfica, é um estádio de futebol sénior masculino (primeiro escalão) situado em Lisboa, com capacidade para 68 100 espetadores. Foi inaugurado a 25 de outubro de 2003, num jogo entre o Benfica e o Nacional de Montevideo do Uruguai, sendo a partida vencida pelo Benfica por 2–1, com dois golos de Nuno Gomes. É também conhecido como "A Catedral" pelos adeptos benfiquistas.
A sua construção deve-se ao facto de, no âmbito da realização do Euro 2004, o antigo Estádio da Luz (um dos maiores estádios do mundo na altura, com lotação de 120 000 lugares) ser demolido, tendo sido construído em local adjacente, o novo estádio, com uma capacidade oficial para 65 647 espetadores. O Estádio da Luz foi palco de várias partidas do Euro 2004, incluindo a final.
A autoria do projeto do novo estádio foi da empresa australiana Populous, a mesma que projetou o Estádio Olímpico de Sydney e o Estádio do Algarve, entre outros, e projetou este estádio para usar iluminação natural tanto quanto possível.

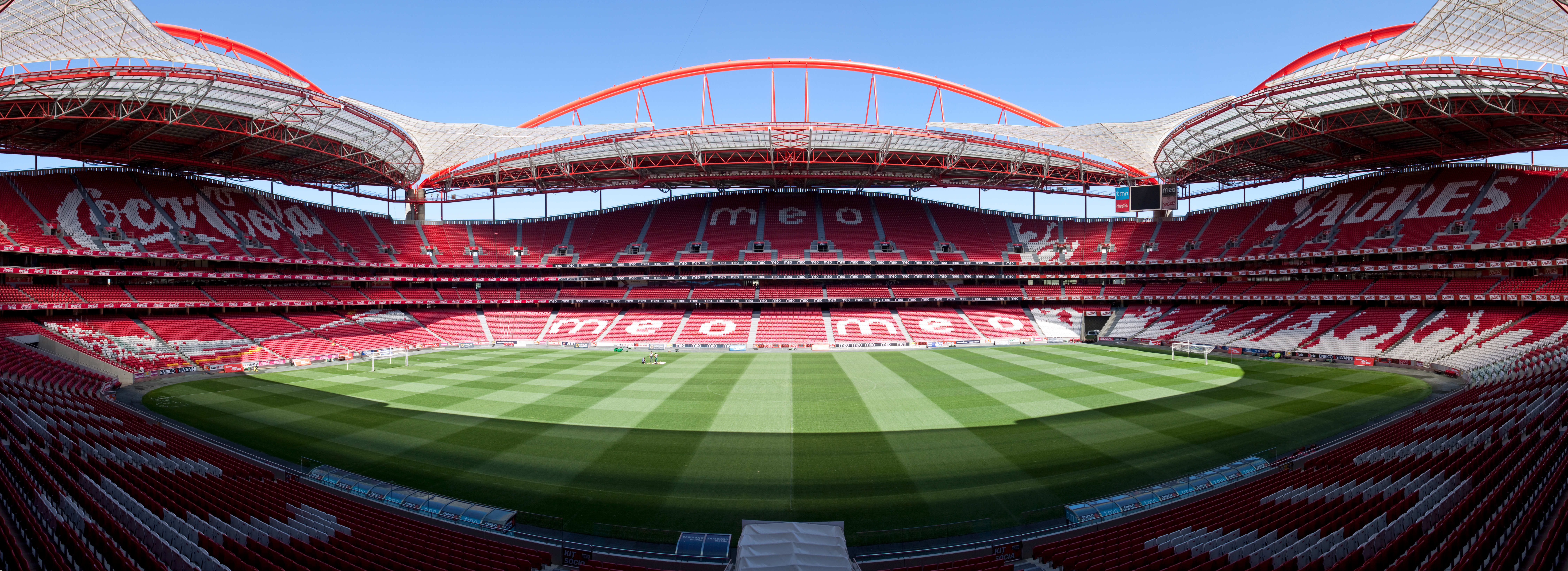
Panorama interior do Estádio da Luz.

### Benfica Campus
O Benfica possui um centro de formação e estágio no Seixal. O complexo é chamado de Benfica Campus. É literalmente a casa de todo o futebol masculino "encarnado", já que vivem no complexo inúmeros elementos integrantes das equipas juvenis do Benfica.

## Associados e adeptos
Segundo o Guinness, em 2006 o Benfica era o clube do mundo com mais sócios ativos, cerca de 160 000, atingindo em 2014 os 235 000 sócios. Este número foi confirmado pela FIFA na revista The Weekly em fevereiro 2014, o que fez do SL Benfica o clube com o maior número de sócios do mundo. No final do processo de renumeração levado a cabo pelo Benfica, algo a que está estatutariamente obrigado de dez em dez anos, o clube viu o número de associados cair abruptamente. Assim, dos 247 859 anunciados em maio de 2015, os “encarnados” passaram para 156 916. A 27 de novembro 2015, o FC Bayern Munique anunciou durante a assembleia geral que tinha 270 329 sócios.
Em 2015 foi o 26° clube de futebol mais rico do mundo em termos de lucro, com um volume de negócios anual de cerca de €126 milhões, e em 2014 foi avaliado como a 38ª marca futebolística mais valiosa no mundo.
O lema do Benfica é "E pluribus unum" (De todos, um) e o seu hino oficial é o "Ser Benfiquista", sendo o segundo que o clube conheceu.

#### Assistências nos jogos da Liga Portugal
| Assistências nos Jogos da Liga | Assistências nos Jogos da Liga | Assistências nos Jogos da Liga | Assistências nos Jogos da Liga | Assistências nos Jogos da Liga |
| Época                          | Jogos                          | Média                          | Total                          | Ref.                           |
| ------------------------------ | ------------------------------ | ------------------------------ | ------------------------------ | ------------------------------ |
| 2009/10                        | 15                             | 50.033                         | 750.499                        |                                |
| 2010/11                        | 15                             | 38.146                         | 572.197                        |                                |
| 2011/12                        | 15                             | 42.530                         | 637.954                        |                                |
| 2012/13                        | 15                             | 42.359                         | 635.391                        |                                |
| 2013/14                        | 15                             | 43.613                         | 654.194                        |                                |
| 2014/15                        | 17                             | 48.520                         | 824.845                        |                                |
| 2015/16                        | 17                             | 50.322                         | 855.474                        |                                |
| 2016/17                        | 17                             | 55.952                         | 951.184                        |                                |
| 2017/18                        | 17                             | 53.209                         | 904.553                        |                                |
| 2018/19                        | 17                             | 53.824                         | 915.003                        |                                |
| 2019/20                        | 12                             | 52.479                         | 629.747                        |                                |
| 2021/22                        | 17                             | 31.956                         | 543.257                        |                                |
| 2022/23                        | 17                             | 57.108                         | 970.837                        |                                |
| 2023/24                        | 17                             | 56.248                         | 956.219                        |                                |
| 2024/25                        | 17                             | 58.746                         | 998.680                        | [ 31 ]                         |

### Associados

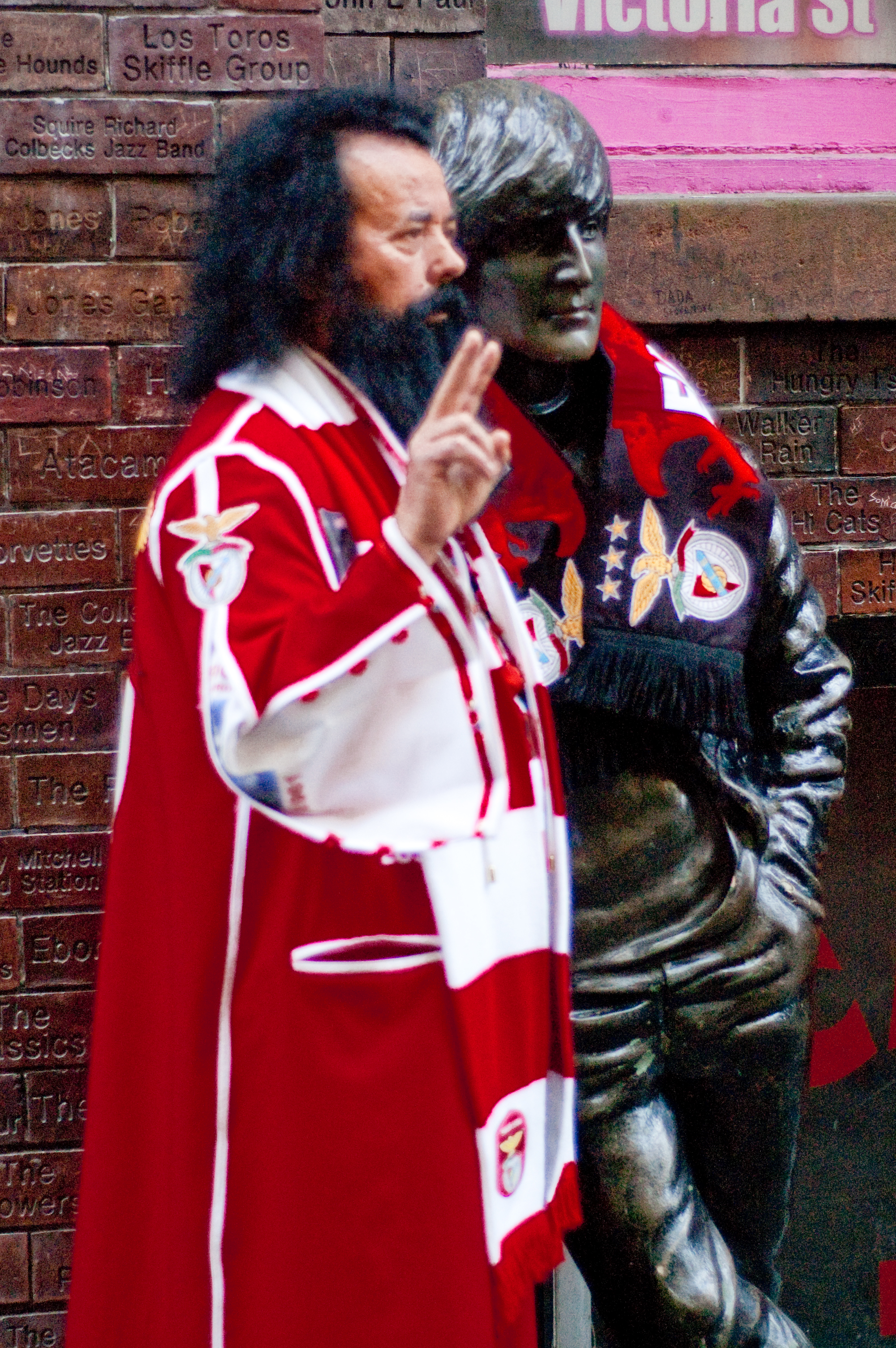
António "Barbas" Ramos, um conhecido adepto benfiquista, ao lado da estátua de John Lennon em Liverpool

A 30 de dezembro de 2006, o número oficial de sócios pagantes era de 160 398. Nesse dia, o clube entrou para o Livro dos Recordes do Guinness como o clube com mais associados (sócios ativos) no mundo.
As receitas provenientes do pagamento das quotas representaram 12% dos proveitos totais do clube em 2005. Cerca de 17% do número total de sócios eram do sexo feminino. 56% dos sócios tinha menos de 34 anos, sendo que 23% eram menores.
Em 2009, segundo a Football Finance, tinha cerca de 171 000 sócios.
Segundo a FIFA, o clube tinha em 2013 cerca de 235 000 sócios com quotas em dia, o que mais uma vez lhe valeu a revalidação do título de "Maior Clube do Mundo".
Uma recontagem de sócios em 2015 revelou que o número de sócios pagantes tinha decrescido para cerca de 157 000, sendo que com estes números deixou de ser o clube com mais sócios em todo o mundo. Tal número se manteve estável em 2016.
Em 2017, observou-se o crescimento de 27 000 sócios, totalizando, assim, 184 264 associados ao clube.
Novo crescimento foi constatado em 2018, ocasião em que foi alcançada a marca de 205 060 sócios. Este número manteve-se estável em 2019.
A junho de 2020, foi observado um novo aumento no total de associados, chegando a 230 000, e levando o clube a figurar como o 2º clube com o maior número de sócios no mundo. No Relatório e Contas do clube desse ano, foi possível observar 15 000 associados a mais (245 190) em relação aos números divulgados pela Sportune.
Em 2021, no seu Relatório e Contas, o Benfica divulgou ter 244 065 sócios.
Em 2022, o Benfica informou ter chegado aos 300 000 sócios, dos quais 267 000 são ativos.

#### Sócios por distrito (2016)
1. Lisboa – 48.4% (68.639)
2. Setúbal – 11.4% (16.167)
3. Outros – 11.2% (15.883)
4. Porto – 5.8% (8.225)
5. Santarém – 4.8% (6.807)
6. Leiria – 4.1% (5.815)
7. Exterior – 3.6% (5.106)
8. Faro – 3.3% (4.680)
9. Braga – 3.1% (4.396)
10. Aveiro – 2.5% (23.546)
11. Coimbra – 1.8% (2.552)

- Total – 235 000 (aproximadamente)[carece de fontes?]

### Casas do Benfica

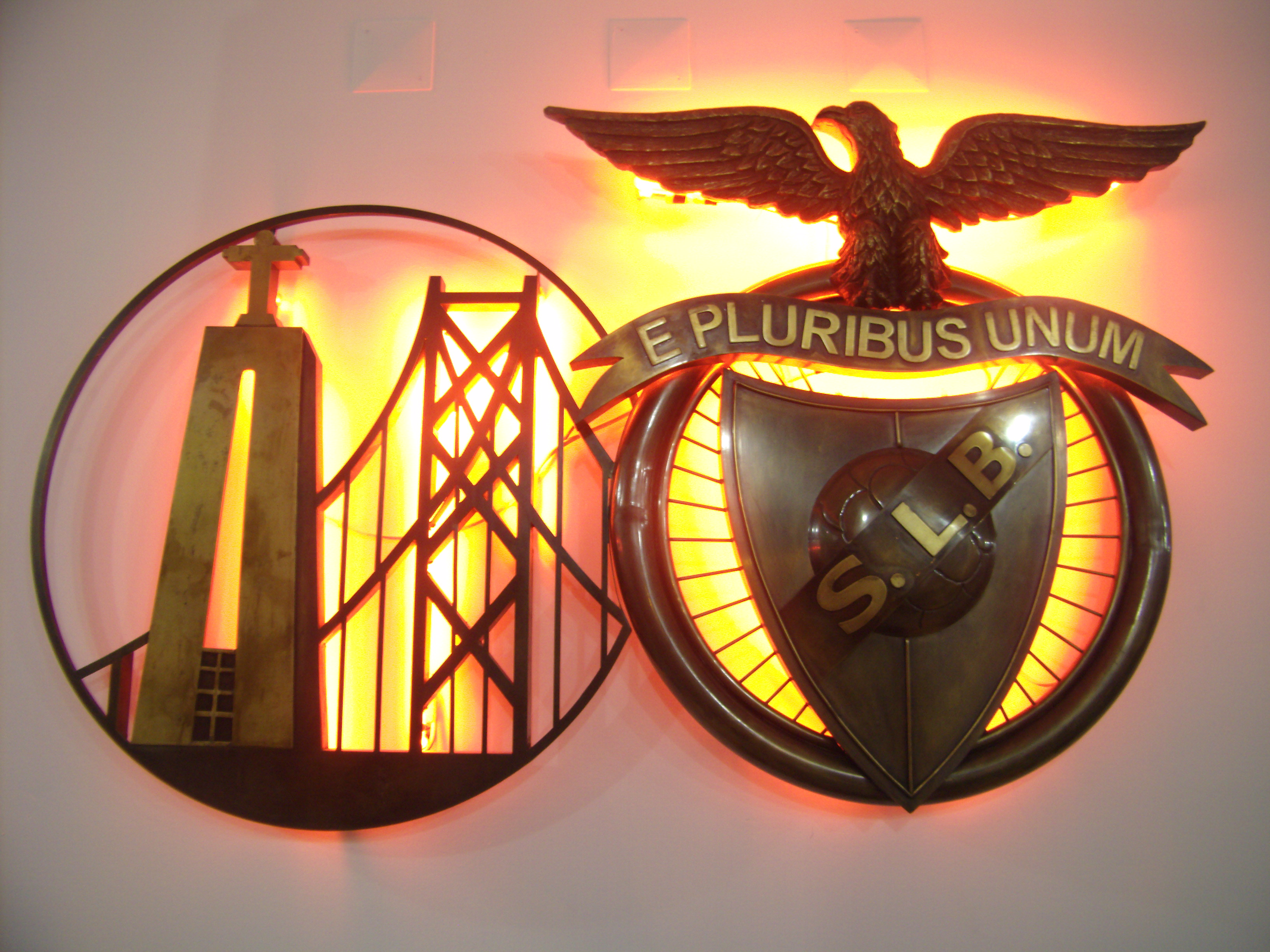
O emblemático símbolo da Casa do Benfica da cidade de Almada.

1914 marcou o início da expansão das Casas do Benfica. Atualmente existem Casas do Benfica em todo o território português. Podem também ser encontradas em empresas.
Nas Casas do Benfica pode-se regularizar as quotas de sócio de forma rápida e eficaz, comprar bilhetes para os jogos do Benfica e até votar nas eleições para a presidência do clube (nas Casas do Benfica de Vila Nova de Famalicão, Coimbra, Évora e Faro os sócios podem votar através do voto eletrónico).
Em Fátima, por estar situada junto à Avenida e Rotunda dos Pastorinhos, dá origem a grandes celebrações aquando de vitórias de Campeonatos, a ponto da referida rotunda ser chamada "o Marquês de Fátima" (em alusão comparativa às celebrações benfiquistas na Rotunda do Marquês de Pombal em Lisboa.

### Claques organizadas
Nenhum grupo organizado de adeptos do Benfica está legalizado, nem nunca manifestou intenção de se registar no Conselho Nacional do Desporto (CND), pelo que não são legalmente apoiados pelo clube.

## Rivalidades
O Benfica tem como principais rivais o Sporting e o FC Porto. Esta rivalidade alastra-se pelas várias modalidades praticadas pelos clubes, onde são frequentemente os principais candidatos aos títulos, sendo assim denominados os Três Grandes.

### O Dérbi da Capital (Lisboa)
Devido à história do clube, o principal rival no futebol sénior masculino é o clube do bairro vizinho Sporting Clube de Portugal. O Sporting versus Benfica é o principal dérbi da cidade de Lisboa, sendo o mais importante dérbi de futebol de Portugal. A rivalidade teve origem em 1907, quando oito jogadores do Benfica se mudaram para o mais abastado Sporting em busca de melhores condições de trabalho. Historicamente, o Benfica é conhecido como o clube do povo, enquanto que o Sporting teve origem em classes mais abastadas da população.

### O Clássico
O outro grande rival do Benfica no panorama nacional é o FC Porto com o qual disputa o chamado "Clássico". O SL Benfica versus FC Porto é o jogo mais importante do futebol português pois opõe os dois clubes portugueses com mais títulos em futebol. Esta rivalidade tem crescido muito sobretudo a partir da década de 80 e o jogo que opõe os rivais tornou-se um dos maiores clássicos do mundo. A animosidade ou rivalidade desenvolvida a partir da primeira metade do século XIX entre as duas maiores cidades de Portugal, nascida com o desenvolvimento industrial e a nova influência política da cidade do Porto (sobretudo a partir do liberalismo) — ou da animosidade na mesma cidade face à capital ou face ao poder central e mais tarde entre os seus clubes de futebol mais bem-sucedidos, está enraizada na história política, cultural e desportiva, sobretudo do século XX.

### O Dérbi de Lisboa
Mantém uma outra rivalidade histórica com o Clube de Futebol Os Belenenses, no chamado Dérbi de Lisboa.

## Futebol

### Seniores masculinos

#### Plantelvde
Última atualização: 29 de julho de 2025.
Ver também: Plantel do Sport Lisboa e Benfica B

#### Palmarés
| Competições Internacionais | Competições Internacionais     | Competições Internacionais | Competições Internacionais |
|                            | Competição                     | Venceu                     | Temporadas |
| -------------------------- | ------------------------------ | -------------------------- | --- |
|                            | Liga dos Campeões da UEFA      | 2                          | 1960–61 e 1961–62 |
|                            | Taça Latina Extinta            | 1                          | 1950 |
| Competições Nacionais      |                                |                            | |
|                            | Competição                     | Venceu                     | Temporadas |
|                            | Primeira Liga                  | 38                         | 1935–36, 1936–37, 1937–38, 1941–42, 1942–43, 1944–45, 1949–50, 1954–55, 1956–57, 1959–60, 1960–61, 1962–63, 1963–64, 1964–65, 1966–67,1967–68, 1968–69, 1970–71, 1971–72, 1972–73, 1974–75, 1975–76, 1976–77, 1980–81, 1982–83, 1983–84, 1986–87, 1988–89, 1990–91, 1993–94, 2004–05, 2009–10, 2013–14, 2014–15, 2015–16, 2016–17, 2018–19 e 2022–23 |
|                            | Taça de Portugal               | 26                         | 1939–40, 1942–43, 1943–44, 1948–49, 1950–51, 1951–52, 1952–53, 1954–55, 1956–57 1958–59, 1961–62, 1963–64, 1968–69, 1969–70, 1971–72, 1979–80, 1980–81, 1982–83, 1984–85, 1985–86, 1986–87, 1992–93, 1995–96, 2003–04, 2013–14 e 2016–17 |
|                            | Taça da Liga                   | 8                          | 2008–09, 2009–10, 2010–11, 2011–12, 2013–14, 2014–15, 2015–16 e 2024–25 |
|                            | Supertaça Cândido de Oliveira  | 10                         | 1980, 1985, 1989, 2005, 2014, 2016, 2017, 2019, 2023 e 2025 |
|                            | Campeonato de Portugal Extinta | 3                          | 1929–30, 1930–31 e 1934–35 |
| Competições Regionais      |                                |                            | |
|                            | Competição                     | Venceu                     | Temporadas |
|                            | Campeonato de Lisboa Extinta   | 10                         | 1909–10, 1911–12, 1912–13, 1913–14, 1915–16, 1916–17, 1917–18, 1919–20, 1932–33 e 1939–40 |
|                            | Taça de Honra de Lisboa        | 18                         | 1919–20, 1921–22, 1962–63, 1964–65, 1966–67, 1967–68, 1968–69, 1971–72, 1972–73, 1973–74, 1974–75, 1977–78, 1978–79, 1979–80, 1981–82, 1983–84, 1985–86 e 1987–88 |
| Total                      |                                |                            | |
|                            | Títulos                        | Venceu                     | Conquistas |
|                            | Conquistas Oficiais            | 116                        | 3 Internacionais, 85 Nacionais e 28 Regionais |

| Outras Conquistas | Outras Conquistas    | Outras Conquistas | Outras Conquistas |
|                   | Competição           | Venceu            | Temporadas        |
| ----------------- | -------------------- | ----------------- | ----------------- |
|                   | Taça Ibérica Extinta | 1                 | 1983              |

Legenda
 Campeão invicto

#### Dados e estatísticas por Competição
| Competições Nacionais                    | Competições Nacionais               | Competições Nacionais | Competições Nacionais | Competições Nacionais | Competições Nacionais | Competições Nacionais | Competições Nacionais | Competições Nacionais | Competições Nacionais | Competições Nacionais |
| Competição                               | Competição                          | Participações         | Partidas              | Vitórias              | Empates               | Derrotas              | Golos Marcados        | Golos Sofridos        | Dif. de Golos         | Melhor Posição        |
| ---------------------------------------- | ----------------------------------- | --------------------- | --------------------- | --------------------- | --------------------- | --------------------- | --------------------- | --------------------- | --------------------- | --------------------- |
|                                          | Primeira Liga                       | 92                    | 2602                  | 1788                  | 480                   | 334                   | 6271                  | 2269                  | +4002                 | Vencedor (38)         |
|                                          | Taça de Portugal                    | 85                    | 476                   | 362                   | 40                    | 74                    | 1513                  | 448                   | +1065                 | Vencedor (26)         |
|                                          | Taça da Liga                        | 19                    | 71                    | 46                    | 20                    | 5                     | 143                   | 58                    | +85                   | Vencedor (8)          |
|                                          | Supertaça Cândido de Oliveira       | 23                    | 40                    | 14                    | 9                     | 17                    | 39                    | 44                    | -5                    | Vencedor (10)         |
|                                          | Campeonato de Portugal Extinta      | 12                    | 70                    | 46                    | 8                     | 16                    | 201                   | 100                   | +101                  | Vencedor (3)          |
|                                          | Taça FPF Extinta                    | 1                     | 6                     | 3                     | 2                     | 1                     | 13                    | 8                     | +5                    | Fase de Grupos        |
| Competições Internacionais               |                                     |                       |                       |                       |                       |                       |                       |                       |                       |                       |
|                                          | Liga dos Campeões da UEFA           | 41                    | 278                   | 120                   | 64                    | 94                    | 452                   | 339                   | +113                  | Vencedor (2)          |
| Liga dos Campeões da UEFA (Qualificação) | 11                                  | 27                    | 16                    | 6                     | 5                     | 51                    | 25                    | +26                   | Qualificado           |                       |
|                                          | Liga Europa da UEFA                 | 23                    | 140                   | 69                    | 35                    | 36                    | 225                   | 157                   | +68                   | Finalista             |
| Liga Europa da UEFA (Qualificação)       | 1                                   | 2                     | 1                     | 0                     | 1                     | 5                     | 2                     | +3                    | Qualificado           |                       |
|                                          | Mundial de Clubes da FIFA           | 1                     | 4                     | 2                     | 1                     | 1                     | 10                    | 6                     | +4                    | 1/8 Final             |
|                                          | Taça das Taças Extinta              | 7                     | 42                    | 21                    | 12                    | 9                     | 67                    | 34                    | +33                   | 1/2 Final             |
|                                          | Taça das Cidades com Feiras Extinta | 1                     | 4                     | 2                     | 1                     | 1                     | 7                     | 5                     | +2                    | 1/8 Final             |
|                                          | Taça Intercontinental Extinta       | 2                     | 5                     | 1                     | 0                     | 4                     | 6                     | 15                    | -9                    | Finalista             |
|                                          | Taça Latina Extinta                 | 3                     | 7                     | 4                     | 1                     | 2                     | 13                    | 10                    | +3                    | Vencedor (1)          |
|                                          | Taça Ibérica (1983) Extinta         | 1                     | 2                     | 1                     | 0                     | 1                     | 4                     | 3                     | +1                    | Vencedor (1)          |

 Atualizado em 4 de agosto de 2025
Campanhas Nacionais de destaque
| Primeira Liga - Campeão (38) - 2º lugar (30) - 3º lugar (17) - 4º lugar (4) - 6º lugar (1) |  | Taça de Portugal - Vencedor (26) - Finalista (12) |  | Taça da Liga - Vencedor (8) - Finalista (1) |  | Supertaça - Vencedor (10) - Finalista (13) |  | Campeonato de Portugal - Vencedor (3) - Finalista (1) |

Evolução das classificações do Sport Lisboa e Benfica desde 1938

Campanhas Internacionais de destaque
| Liga dos Campeões - Campeão (2): 1960–61 e 1961–62 - Finalista (5): 1962–63, 1964–65, 1967–68, 1987–88 e 1989–90 |  | Liga Europa - Finalista (3): 1982–83, 2012–13 e 2013–14 |  | Taça Latina - Campeão (1): 1950 - Finalista (1): 1957 |  | Taça Ibérica - Vencedor (1): 1983 |

#### Percurso nas finais de competições da UEFA
| Época   | Competição                 | Fase                    | Clube 1             | 1ª Mão         | Clube 2               | 2ª Mão |
| ------- | -------------------------- | ----------------------- | ------------------- | -------------- | --------------------- | ------ |
| 1960–61 | Taça dos Campeões Europeus | 1ª Pré.Elim.            | Hearts              | 1–2            | SL Benfica            | 0–3    |
| 1960–61 | Taça dos Campeões Europeus | Oitavos de final        | SL Benfica          | 6–2            | Újpest                | 1–2    |
| 1960–61 | Taça dos Campeões Europeus | Quartos de final        | SL Benfica          | 3–1            | Aarhus                | 4–1    |
| 1960–61 | Taça dos Campeões Europeus | Meias-finais            | SL Benfica          | 3–0            | Rapid Wien            | 1–1    |
| 1960–61 | Taça dos Campeões Europeus | Final                   | SL Benfica          | 3–2            | FC Barcelona          | -      |
| 1961–62 | Taça dos Campeões Europeus | Oitavos de final        | Austria Wien        | 1–1            | SL Benfica            | 1–5    |
| 1961–62 | Taça dos Campeões Europeus | Quartos de final        | FC Nürnberg         | 3–1            | SL Benfica            | 0–6    |
| 1961–62 | Taça dos Campeões Europeus | Meias-finais            | SL Benfica          | 3–1            | Tottenham             | 1–2    |
| 1961–62 | Taça dos Campeões Europeus | Final                   | SL Benfica          | 5–3            | Real Madrid           | -      |
| 1962–63 | Taça dos Campeões Europeus | Oitavos de final        | Norrköping          | 1–1            | SL Benfica            | 1–5    |
| 1962–63 | Taça dos Campeões Europeus | Quartos de final        | SL Benfica          | 2–1            | FK Dukla Dejvice      | 0–0    |
| 1962–63 | Taça dos Campeões Europeus | Meias-finais            | Feyenoord           | 0–0            | SL Benfica            | 1–3    |
| 1962–63 | Taça dos Campeões Europeus | Final                   | AC Milan            | 2–1            | SL Benfica            | -      |
| 1964–65 | Taça dos Campeões Europeus | 1ª Pré-eliminatória     | Aris Bonnevoie      | 1–5            | SL Benfica            | 1–5    |
| 1964–65 | Taça dos Campeões Europeus | Oitavos de final        | Chaux-de-Fonds      | 1–1            | SL Benfica            | 0–5    |
| 1964–65 | Taça dos Campeões Europeus | Quartos de final        | SL Benfica          | 5–1            | Real Madrid           | 1–2    |
| 1964–65 | Taça dos Campeões Europeus | Meias-Finais            | Gyori ETO           | 0–1            | SL Benfica            | 4–0    |
| 1964–65 | Taça dos Campeões Europeus | Final                   | Inter               | 1–0            | SL Benfica            | -      |
| 1967–68 | Taça dos Campeões Europeus | 1ªPré-Eliminatória      | Glentoran           | 1–1            | SL Benfica            | 0–0    |
| 1967–68 | Taça dos Campeões Europeus | Oitavos de final        | SL Benfica          | 2–0            | Saint-Étienne         | 0–1    |
| 1967–68 | Taça dos Campeões Europeus | Quartos de final        | Vasas SC            | 0–0            | SL Benfica            | 0–3    |
| 1967–68 | Taça dos Campeões Europeus | Meias-finais            | Juventus            | 2–0            | SL Benfica            | 1–0    |
| 1967–68 | Taça dos Campeões Europeus | Final                   | Manchester United   | 4–1 (a.p.)     | SL Benfica            | -      |
| 1982–83 | Taça UEFA                  | 1ªElim.                 | SL Benfica          | 2–1            | Bétis                 | 2–1    |
| 1982–83 | Taça UEFA                  | 2ª Elim.                | SL Benfica          | 2–0            | Lokeren               | 2–1    |
| 1982–83 | Taça UEFA                  | Oitavos de final        | FC Zurich           | 1–1            | SL Benfica            | 0–4    |
| 1982–83 | Taça UEFA                  | Quartos de final        | AS Roma             | 1–2            | SL Benfica            | 1–1    |
| 1982–83 | Taça UEFA                  | Meias-finais            | SL Benfica          | 0–0            | Universitatea Craiova | 1–1    |
| 1982–83 | Taça UEFA                  | Final                   | Anderlecht          | 1–0            | SL Benfica            | 1–1    |
| 1987–88 | Taça dos Campeões Europeus | Oitavos de final        | Aarhus              | 0–0            | SL Benfica            | 0–1    |
| 1987–88 | Taça dos Campeões Europeus | Quartos de final        | SL Benfica          | 2–0            | Anderlecht            | 0–1    |
| 1987–88 | Taça dos Campeões Europeus | Meias-finais            | Steaua Bucareste    | 0–0            | SL Benfica            | 0–2    |
| 1987–88 | Taça dos Campeões Europeus | Final                   | PSV                 | 0–0 (6–5 g.p.) | SL Benfica            | -      |
| 1989–90 | Taça dos Campeões Europeus | 1ªElim.                 | Derry City          | 1–2            | SL Benfica            | 0–4    |
| 1989–90 | Taça dos Campeões Europeus | Oitavos de final        | Honvéd              | 0–2            | SL Benfica            | 0–7    |
| 1989–90 | Taça dos Campeões Europeus | Quartos de final        | SL Benfica          | 1–0            | Dnipro                | 3–0    |
| 1989–90 | Taça dos Campeões Europeus | Meias-finais            | Olympique Marseille | 2–1            | SL Benfica            | 0–1    |
| 1989–90 | Taça dos Campeões Europeus | Final                   | AC Milan            | 1–0            | SL Benfica            | -      |
| 2012–13 | Liga dos Campeões          | Fase de Grupos          | Celtic              | 0–0            | SL Benfica            | 1–2    |
| 2012–13 | Liga dos Campeões          | Fase de Grupos          | SL Benfica          | 0–2            | FC Barcelona          | 0–0    |
| 2012–13 | Liga dos Campeões          | Fase de Grupos          | Spartak Moskva      | 2–1            | SL Benfica            | 0–2    |
| 2012–13 | Liga Europa                | Dezasseis-avos de final | Bayer Leverkusen    | 0–1            | SL Benfica            | 1–2    |
| 2012–13 | Liga Europa                | Oitavos de final        | SL Benfica          | 1–0            | Bordéus               | 3–2    |
| 2012–13 | Liga Europa                | Quartos de final        | SL Benfica          | 3–1            | Newcastle             | 1–1    |
| 2012–13 | Liga Europa                | Meias-finais            | Fenerbahçe          | 1–0            | SL Benfica            | 1–3    |
| 2012–13 | Liga Europa                | Final                   | Chelsea             | 2–1            | SL Benfica            | -      |
| 2013–14 | Liga dos Campeões          | Fase de Grupos          | SL Benfica          | 2–0            | Anderlecht            | 3–2    |
| 2013–14 | Liga dos Campeões          | Fase de Grupos          | PSG                 | 3–0            | SL Benfica            | 1–2    |
| 2013–14 | Liga dos Campeões          | Fase de Grupos          | SL Benfica          | 1–1            | Olympiacos            | 0–1    |
| 2013–14 | Liga Europa                | Dezasseis-avos de final | PAOK                | 0–1            | SL Benfica            | 0–3    |
| 2013–14 | Liga Europa                | Oitavos de final        | Tottenham           | 1–3            | SL Benfica            | 2–2    |
| 2013–14 | Liga Europa                | Quartos de final        | AZ Alkmaar          | 0–1            | SL Benfica            | 0–2    |
| 2013–14 | Liga Europa                | Meias-finais            | SL Benfica          | 2–1            | Juventus              | 0–0    |
| 2013–14 | Liga Europa                | Final                   | Sevilla             | 0–0 (4–2 g.p.) | SL Benfica            | -      |

### Seniores femininos
Palmarés
| Competições Nacionais | Competições Nacionais | Competições Nacionais | Competições Nacionais                       |
|                       | Competição            | Venceu                | Temporadas                                  |
| --------------------- | --------------------- | --------------------- | ------------------------------------------- |
|                       | Campeonato Nacional   | 5                     | 2020/21, 2021/22, 2022/23, 2023/24, 2024/25 |
|                       | Taça de Portugal      | 2                     | 2018/19, 2023/24                            |
|                       | Taça da Liga          | 5                     | 2019/20, 2020/21, 2022/23, 2023/24, 2024/25 |
|                       | Supertaça             | 3                     | 2019, 2022, 2023                            |
| Total                 |                       |                       |                                             |
|                       | Títulos               | Venceu                | Conquistas                                  |
|                       | Conquistas Oficiais   | 15                    | 15 Nacionais                                |

## Modalidades
| Modalidades do Sport Lisboa e Benfica | Modalidades do Sport Lisboa e Benfica | Modalidades do Sport Lisboa e Benfica | Modalidades do Sport Lisboa e Benfica | Modalidades do Sport Lisboa e Benfica |
| Atualmente Praticadas                 | Atualmente Praticadas                 | Atualmente Praticadas                 | Atualmente Praticadas                 | Atualmente Praticadas                 |
| ------------------------------------- | ------------------------------------- | ------------------------------------- | ------------------------------------- | ------------------------------------- |
| Futebol                               | Futebol Feminino                      | Equipa B                              | Futsal                                | Andebol                               |
| Hóquei em Patins                      | Voleibol                              | Basquetebol                           | Rugby                                 | Polo Aquático                         |
| Patinagem Artística                   | Natação                               | Atletismo                             | Triatlo                               | Ginástica                             |
| Judo                                  | Boxe                                  | Kickboxing                            | MMA                                   | Muay Thai                             |
| Hapkido                               | Karaté                                | Kung Fu                               | Taekwondo                             | Tai Chi Chuan                         |
| Desporto Adaptado                     | Bilhar                                | Ténis de Mesa                         | Padel                                 | Jiu-jitsu                             |
| Canoagem                              | Paintball                             | Tiro com Arco                         | Golfe                                 | Ténis                                 |
| Pesca Desportiva                      | Dressage                              | Xadrez                                | eSports                               | Campismo                              |
| Motociclismo                          | Todo o Terreno                        |                                       |                                       |                                       |
| Atualmente Não Praticadas             |                                       |                                       |                                       |                                       |
| Futebol de Praia                      | Voleibol de Praia                     | Automobilismo                         | Karting                               | Ciclismo                              |

### Palmarés sénior masculino
| Competições Internacionais | Competições Internacionais | Competições Internacionais |
| Competição                 | Venceu                     | Época(s) |
| -------------------------- | -------------------------- | --- |
| Supertaça Luso-Angolana    | 1                          | 2009/10 |
| Competições nacionais      |                            | |
| Competição                 | Venceu                     | Época(s) |
| Liga Portuguesa            | 30                         | 1939/40, 1945/46, 1946/47, 1960/61, 1961/62, 1962/63, 1963/64, 1964/65, 1969/70, 1974/75, 1984/85, 1985/86, 1986/87, 1988/89, 1989/90, 1990/91, 1991/92, 1992/93, 1993/94, 1994/95, 2008/09, 2009/10, 2011/12, 2012/13, 2013/14, 2014/15, 2016/17, 2021/22, 2022/23, 2023/24 |
| Campeonato Metropolitano   | 7                          | 1962/63, 1963/64, 1964/65, 1965/66, 1969/70, 1972/73, 1973/74 |
| Taça de Portugal           | 23                         | 1945/46, 1946/47, 1960/61, 1963/64, 1964/65, 1965/66, 1967/68, 1968/69, 1969/70, 1971/72, 1972/73, 1973/74, 1980/81, 1991/92, 1992/93, 1993/94, 1994/95, 1995/96, 2013/14, 2014/15, 2015/16, 2016/2017, 2022/23                                                              |
| Taça Hugo dos Santos       | 13                         | 1989/90, 1990/91, 1992/93, 1993/94, 1994/95, 1995/96, 2010/11, 2012/13, 2013/14, 2014/15, 2016/17, 2017/18, 2023/24 |
| Supertaça                  | 15                         | 1984, 1988, 1990, 1993, 1994, 1995, 1997, 2008, 2009, 2012, 2013, 2014, 2015, 2017 |
| Troféu António Pratas      | 5                          | 2008 (vencedor da Zona Sul), 2011, 2012, 2014, 2015 |
| Total de 94 troféus.       |                            | |

Atualizado a 10 de junho de 2024.

### Palmarés sénior feminino
| Competições Nacionais | Competições Nacionais | Competições Nacionais     |
| Competição            | Venceu                | Época(s)                  |
| --------------------- | --------------------- | ------------------------- |
| Liga Portuguesa       | 3                     | 2020/21, 2021/22, 2023/24 |
| Taça de Portugal      | 2                     | 2020/21, 2021/22          |
| Taça Vítor Hugo       | 3                     | 2019/20, 2022/23, 2023/24 |
| Taça Federação        | 3                     | 2021/22, 2022/23, 2023/24 |
| Supertaça Portuguesa  | 4                     | 2021, 2022, 2023          |
| Total de 14 troféus.  |                       |                           |

Atualizado a 5 de maio de 2024.

### Palmarés sénior masculino
| Competições Internacionais   | Competições Internacionais | Competições Internacionais |
| Competição                   | Venceu                     | Época(s) |
| ---------------------------- | -------------------------- | --- |
| Liga dos Campeões            | 2                          | 2012/13, 2015/16 |
| Taça WSE                     | 2                          | 1990/91, 2010/11 |
| Taça Continental             | 3                          | 2011, 2013, 2016 |
| Taça Intercontinental        | 2                          | 2013, 2017 |
| Taça das Nações              | 1                          | 1962 |
| Torneio Cidade de Vigo       | 1                          | 2008 |
| Competições nacionais        |                            | |
| Competição                   | Venceu                     | Época(s) |
| Campeonato Português         | 24                         | 1950/51, 1951/52, 1955/56, 1956/57, 1959/60, 1960/61, 1965/66, 1966/67, 1967/68, 1969/70, 1971/72, 1973/74, 1978/79, 1979/80, 1980/81, 1991/92, 1993/94, 1994/95, 1996/97, 1997/98, 2011/12, 2014/15, 2015/16, 2022/23 |
| Campeonato Metropolitano     | 5                          | 1966, 1967, 1969, 1971, 1972 |
| Taça de Portugal             | 15                         | 1963, 1977/78, 1978/79, 1979/80, 1980/81, 1981/82, 1990/91, 1993/94, 1994/95, 1999/00, 2000/01, 2001/02, 2009/10, 2013/14, 2014/2015                                                                                   |
| Taça 1947                    | 1                          | 2020 |
| Elite Cup                    | 1                          | 2023 |
| Supertaça António Livramento | 10                         | 1993, 1995, 1997, 2001, 2002, 2010, 2012, 2022, 2023 |
| Total de 66 troféus.         |                            | |

Atualizado a 17 de setembro de 2023.

### Palmarés sénior feminino
| Competições Internacionais | Competições Internacionais | Competições Internacionais                                                                        |
| Competição                 | Venceu                     | Época(s)                                                                                          |
| -------------------------- | -------------------------- | ------------------------------------------------------------------------------------------------- |
| Liga dos Campeões          | 1                          | 2014/15                                                                                           |
| Competições Nacionais      |                            |                                                                                                   |
| Competição                 | Venceu                     | Época(s)                                                                                          |
| Campeonato Português       | 11                         | 2012/13, 2013/14, 2014/15, 2015/16, 2016/17, 2017/18, 2018/19, 2020/21, 2021/22, 2022/23, 2023/24 |
| Taça de Portugal           | 10                         | 2013/14, 2014/15, 2015/16, 2016/17, 2017/18, 2018/19, 2020/21, 2021/22, 2022/23, 2023/24          |
| Elite Cup                  | 2                          | 2022, 2023                                                                                        |
| Supertaça                  | 10                         | 2013, 2014, 2015, 2016, 2017, 2018, 2019, 2021, 2022, 2023                                        |
| Total de 34 troféus.       |                            |                                                                                                   |

Atualizado a 14 de julho de 2024.

### Palmarés sénior masculino
| Competições Internacionais          | Competições Internacionais | Competições Internacionais                                             |
| Competição                          | Venceu                     | Época(s)                                                               |
| ----------------------------------- | -------------------------- | ---------------------------------------------------------------------- |
| Liga dos Campeões de Futsal da UEFA | 1                          | 2009/10                                                                |
| Competições nacionais               |                            |                                                                        |
| Competição                          | Venceu                     | Época(s)                                                               |
| Campeonato Português                | 8                          | 2002/03, 2004/05, 2006/07, 2007/08, 2008/09, 2011/12, 2014/15, 2018/19 |
| Taça de Portugal                    | 8                          | 2002/03, 2004/05, 2006/07, 2008/09, 2011/12, 2014/15, 2016/17, 2022/23 |
| Taça da Liga                        | 4                          | 2017/18, 2018/19, 2019/20, 2022/23                                     |
| Supertaça                           | 9                          | 2003, 2006, 2007, 2009, 2011, 2012, 2016, 2023                         |
| Total de 30 troféus.                |                            |                                                                        |

Atualizado a 2 de junho de 2024.

### Palmarés sénior feminino
| Competições Nacionais | Competições Nacionais | Competições Nacionais                                                  |
| Competição            | Venceu                | Época(s)                                                               |
| --------------------- | --------------------- | ---------------------------------------------------------------------- |
| Campeonato Português  | 7                     | 2016/17, 2017/18, 2018/19, 2020/21, 2021/22 2022/23, 2023/24           |
| Taça Nacional         | 5                     | 2004/05, 2005/06, 2006/07, 2007/08, 2009/10                            |
| Taça de Portugal      | 8                     | 2013/14, 2015/16, 2016/17, 2017/18, 2018/19, 2019/20, 2022/23, 2023/24 |
| Taça da Liga          | 2                     | 2020/21, 2022/23                                                       |
| Supertaça             | 8                     | 2014, 2016, 2017, 2018, 2019, 2021, 2022, 2023                         |
| Total de 30 troféus.  |                       |                                                                        |

Atualizado a 2 de junho de 2024.

### Palmarés sénior masculino
| Competições Internacionais   | Competições Internacionais | Competições Internacionais                                    |
| Competição                   | Venceu                     | Época(s)                                                      |
| ---------------------------- | -------------------------- | ------------------------------------------------------------- |
| Liga Europeia da EHF         | 1                          | 2021/22                                                       |
| Competições nacionais        |                            |                                                               |
| Competição                   | Venceu                     | Época(s)                                                      |
| Campeonato Nacional          | 7                          | 1961/62, 1974/75, 1981/82, 1982/83, 1988/89, 1989/90, 2007/08 |
| Taça de Portugal             | 6                          | 1984/85, 1985/86, 1986/87, 2010/11, 2015/16, 2017/18          |
| Taça da Liga                 | 2                          | 2005/06, 2008/09                                              |
| Taça Federação               | 1                          | 1995/96                                                       |
| Taça Presidente da República | 1                          | 2007/08                                                       |
| Campeonato Nacional de Onze  | 1                          | 1961/62                                                       |
| Supertaça Nacional           | 7                          | 1989, 1993, 2010, 2012, 2016, 2018, 2022                      |
| Total de 26 troféus.         |                            |                                                               |

Atualizado a 29 de maio de 2023.

### Palmarés sénior feminino
| Competições Nacionais | Competições Nacionais | Competições Nacionais                                                                    |
| Competição            | Venceu                | Época(s)                                                                                 |
| --------------------- | --------------------- | ---------------------------------------------------------------------------------------- |
| Campeonato Nacional   | 10                    | 1983/84, 1985/86, 1986/87, 1988/89, 1989/90, 1991/92, 1992/93, 2021/22, 2022/23, 2023/24 |
| Taça de Portugal      | 8                     | 1984/85, 1985/86, 1986/87, 1987/88, 1988/89, 1991/92, 2021/22, 2022/23                   |
| Supertaça Nacional    | 4                     | 1990, 1992, 2022, 2023                                                                   |
| Total de 22 trofeús.  |                       |                                                                                          |

Atualizado a 18 de maio de 2024.

### Palmarés sénior masculino
| Competições Nacionais | Competições Nacionais | Competições Nacionais |
| Competição            | Venceu                | Época(s) |
| --------------------- | --------------------- | --- |
| Campeonato Nacional   | 12                    | 1980/81, 1990/91, 2004/05, 2012/13, 2013/14, 2014/15, 2016/2017, 2018/2019, 2020/2021, 2021/22, 2022/23, 2023/24                                                                     |
| Taça de Portugal      | 20                    | 1965/66, 1973/74, 1974/75, 1975/76, 1977/78, 1978/79, 1979/80, 1989/90, 1991/92, 2004/05, 2005/06, 2006/07, 2010/11, 2011/12, 2014/2015, 2015/16, 2017/18, 2018/19, 2021/22, 2022/23 |
| Supertaça de Portugal | 12                    | 1989, 2011, 2012, 2013, 2014, 2015, 2016, 2018, 2019, 2020, 2021, 2023 |
| Total de 44 troféus.  |                       | |

Atualizado a 4 de maio de 2024.

### Palmarés sénior feminino
| Competições Nacionais | Competições Nacionais | Competições Nacionais                                                           |
| Competição            | Venceu                | Época(s)                                                                        |
| --------------------- | --------------------- | ------------------------------------------------------------------------------- |
| Campeonato Nacional   | 9                     | 1966/67, 1967/68, 1968/69, 1969/70, 1970/71, 1971/72, 1972/73, 1973/74, 1974/75 |
| Taça de Portugal      | 3                     | 1972/73, 1973/74, 2023/24                                                       |
| Total de 12 troféus.  |                       |                                                                                 |

Atualizado a 31 de março de 2024.

## Treinadores de Futebol Masculino
| Nº  | Treinadores do SL Benfica | Tempo em funções                           | Troféus                                                                   |
| --- | ------------------------- | ------------------------------------------ | ------------------------------------------------------------------------- |
| 1º  | Manuel Gourlade           | 1906–1908                                  |                                                                           |
| 2º  | Cosme Damião              | 1908–26                                    |                                                                           |
| 3º  | António Ribeiro dos Reis  | 1926–29; 1932–34; 1953                     | 1 Taça de Portugal                                                        |
| 4º  | Arthur John               | 1929–31                                    | 2 Campeonatos de Portugal                                                 |
| 5º  | Vítor Cândido Gonçalves   | 1934–36                                    | 1 Campeonato Nacional, 1 Campeonato de Portugal                           |
| 6º  | Lippo Hertzka             | 1936–39; 1947–1948                         | 2 Campeonatos Nacionais                                                   |
| 7º  | János Biri                | 1939–47                                    | 3 Campeonatos Nacionais, 3 Taças de Portugal                              |
| 8º  | Ted Smith                 | 1948–52                                    | 1 Campeonato Nacional, 2 Taças de Portugal                                |
| 9º  | Cândido Tavares           | 1952                                       | 1 Taça de Portugal                                                        |
| 10º | Alberto Zozaya            | 1952–53                                    |                                                                           |
| 11º | José Valdivieso           | 1953–54; 1959 (interino)                   | 1 Taça de Portugal                                                        |
| 12º | Otto Glória               | 1954–59; 1968–70                           | 4 Campeonatos Nacionais, 3 Taças de Portugal                              |
| 13º | Béla Guttmann             | 1959–62; 1965–66                           | 2 Taças dos Clubes Campeões Europeus, 2 Campeonatos Nacionais             |
| 14º | Fernando Caiado           | 1962 (interino)                            | 1 Taça de Portugal                                                        |
| 15º | Fernando Riera            | 1962–63; 1966–67                           | 3 Campeonatos Nacionais                                                   |
| 16º | Lajos Czeizler            | 1963–64                                    | 1 Campeonato Nacional, 1 Taça de Portugal                                 |
| 17º | Elek Schwartz             | 1964–65                                    | 1 Campeonato Nacional                                                     |
| 18º | Fernando Cabrita          | 1967–68; 1973–74                           | 1 Campeonato Nacional                                                     |
| 19º | José Augusto              | 1970 (interino)                            | 1 Taça de Portugal                                                        |
| 20º | Jimmy Hagan               | 1970–73;                                   | 3 Campeonatos Nacionais, 1 Taça de Portugal                               |
| 21º | Milorad Pavic             | 1974–75;                                   | 1 Campeonato Nacional                                                     |
| 22º | Mário Wilson              | 1975–76; 1979–80; 1995–96; 1997 (interino) | 1 Campeonato Nacional, 2 Taças de Portugal                                |
| 23º | John Mortimore            | 1976–79; 1985–87                           | 2 Campeonatos Nacionais, 2 Taças de Portugal                              |
| 24º | Lajos Baróti              | 1980–82;                                   | 1 Campeonato Nacional, 1 Taça de Portugal                                 |
| 25º | Sven-Göran Eriksson       | 1982–84; 1989–92                           | 3 Campeonatos Nacionais, 1 Taça de Portugal, 1 Supertaça                  |
| 26º | Pál Csernai               | 1984–85                                    | 1 Taça de Portugal                                                        |
| 27º | Ebbe Skovdahl             | 1987                                       |                                                                           |
| 28º | Toni                      | 1987–89; 1992–94; 2000–02                  | 2 Campeonatos Nacionais, 1 Taça de Portugal                               |
| 29º | Tomislav Ivić             | 1992                                       |                                                                           |
| 30º | Artur Jorge               | 1994–95                                    |                                                                           |
| 31º | Paulo Autuori             | 1996–97                                    |                                                                           |
| 32º | Manuel José               | 1997                                       |                                                                           |
| 33º | Graeme Souness            | 1997–99                                    |                                                                           |
| 34º | Shéu Han                  | 1999 (interino)                            |                                                                           |
| 35º | Jupp Heynckes             | 1999–2000                                  |                                                                           |
| 36º | José Mourinho             | 2000                                       |                                                                           |
| 37º | Jesualdo Ferreira         | 2002                                       |                                                                           |
| 38º | Fernando Chalana          | 2002 (interino); 2008 (interino)           |                                                                           |
| 39º | José Antonio Camacho      | 2002–04; 2007–08                           | 1 Taça de Portugal                                                        |
| 40º | Giovanni Trapattoni       | 2004–05                                    | 1 Campeonato Nacional                                                     |
| 41º | Ronald Koeman             | 2005–06                                    | 1 Supertaça                                                               |
| 42º | Fernando Santos           | 2006–07                                    |                                                                           |
| 43º | Quique Flores             | 2008–09                                    | 1 Taça da Liga                                                            |
| 44º | Jorge Jesus               | 2009–15; 2020–21                           | 3 Campeonatos Nacionais, 1 Taça de Portugal, 5 Taças da Liga, 1 Supertaça |
| 45º | Rui Vitória               | 2015–19                                    | 3 Campeonatos Nacionais, 1 Taça de Portugal, 1 Taça da Liga, 2 Supertaças |
| 46º | Bruno Lage                | 2019–20 (interino); 2024–                  | 1 Campeonato Nacional, 1 Supertaça, 1 Taça da Liga                        |
| 47º | Nélson Veríssimo          | 2020, 2021–22 (interino)                   |                                                                           |
| 48º | Roger Schmidt             | 2022–2024                                  | 1 Campeonato Nacional, 1 Supertaça                                        |

## Presidentes
| Nº | Nome                                                                               | Foto | De                      | Até                                                                  | Período                    | Palmarés no futebol                                                                          |
| -- | ---------------------------------------------------------------------------------- | ---- | ----------------------- | -------------------------------------------------------------------- | -------------------------- | -------------------------------------------------------------------------------------------- |
| 1  | José Rosa Rodrigues (1º presidente do Sport Lisboa)                                |      | 28 de fevereiro de 1904 | 22 de novembro de 1906                                               | 2 anos, 8 meses e 25 dias  |                                                                                              |
| 2  | Luís Carlos de Faria Leal (1º presidente do Grupo Sport Benfica)                   |      | 18 de novembro de 1906  | 15 de setembro de 1907                                               | 9 meses e 28 dias          |                                                                                              |
| 3  | Januário Barreto (2º presidente do Sport Lisboa)                                   |      | 18 de dezembro de 1906  | 13 de setembro de 1908                                               | 1 ano, 8 meses e 26 dias   |                                                                                              |
| 4  | João José Pires (2º presidente do Grupo Sport Benfica; 1º presidente após a fusão) |      | 15 de setembro de 1907  | 2 de fevereiro de 1910                                               | 2 anos, 4 meses e 18 dias  |                                                                                              |
| 5  | Alfredo Alexandre Luís da Silva                                                    |      | 2 de fevereiro de 1910  | 26 de março de 1911                                                  | 1 ano, 1 mês e 24 dias     | 1 Campeonato de Lisboa                                                                       |
| 6  | António Nunes de Almeida Guimarães                                                 |      | 26 de março de 1911     | 9 de julho de 1911                                                   | 3 meses e 13 dias          |                                                                                              |
| 7  | Alberto Lima                                                                       |      | 9 de julho de 1911      | 31 de março de 1912                                                  | 8 meses e 22 dias          | 1 Campeonato de Lisboa                                                                       |
| 8  | José Eduardo Moreira Sales                                                         |      | 31 de março de 1912     | 5 de dezembro de 1912                                                | 8 meses e 4 dias           |                                                                                              |
| —  | Alberto Lima                                                                       |      | 5 de dezembro de 1912   | 29 de agosto de 1915                                                 | 2 anos, 8 meses e 24 dias  | 2 Campeonatos de Lisboa                                                                      |
| 9  | José Antunes dos Santos Júnior                                                     |      | 29 de agosto de 1915    | 15 de julho de 1916                                                  | 10 meses e 16 dias         | 1 Campeonato de Lisboa                                                                       |
| 10 | Félix Bermudes                                                                     |      | 15 de julho de 1916     | 7 de outubro de 1916                                                 | 2 meses e 22 dias          |                                                                                              |
| 11 | Nuno Freire Themudo                                                                |      | 7 de outubro de 1916    | 22 de julho de 1917                                                  | 9 meses e 15 dias          | 1 Campeonato de Lisboa                                                                       |
| 12 | Bento Mântua                                                                       |      | 22 de julho de 1917     | 25 de agosto de 1926                                                 | 9 anos, 1 mês e 3 dias     | 2 Campeonatos de Lisboa                                                                      |
| 13 | Alberto Silveira Ávila de Melo                                                     |      | 25 de agosto de 1926    | 15 de agosto de 1930                                                 | 3 anos, 11 meses e 21 dias | 1 Campeonato de Portugal                                                                     |
| 14 | Manuel da Conceição Afonso                                                         |      | 15 de agosto de 1930    | 20 de agosto de 1933                                                 | 3 anos e 5 dias            | 1 Campeonato de Portugal 1 Campeonato de Lisboa                                              |
| 15 | Vasco Rosa Ribeiro                                                                 |      | 20 de agosto de 1933    | 4 de novembro de 1936                                                | 3 anos, 2 meses e 15 dias  | 1 Campeonato Nacional 1 Campeonato de Portugal                                               |
| —  | Manuel da Conceição Afonso                                                         |      | 4 de novembro de 1936   | 31 de julho de 1938                                                  | 1 ano, 8 meses e 27 dias   | 2 Campeonatos Nacionais                                                                      |
| 16 | Júlio Ribeiro da Costa                                                             |      | 31 de julho de 1938     | 1 de agosto de 1939                                                  | 1 ano e 1 dia              |                                                                                              |
| 17 | Augusto da Fonseca Júnior                                                          |      | 1 de agosto de 1939     | 18 de janeiro de 1945                                                | 5 anos, 5 meses e 17 dias  | 2 Campeonatos Nacionais 3 Taças de Portugal 1 Campeonato de Lisboa                           |
| —  | Félix Bermudes                                                                     |      | 18 de janeiro de 1945   | 19 de janeiro de 1946                                                | 1 ano e 1 dia              | 1 Campeonato Nacional                                                                        |
| —  | Manuel da Conceição Afonso                                                         |      | 19 de janeiro de 1946   | 25 de janeiro de 1947                                                | 1 ano e 6 dias             |                                                                                              |
| 18 | João Tamagnini Barbosa                                                             |      | 25 de janeiro de 1947   | 29 de janeiro de 1949                                                | 2 anos e 4 dias            |                                                                                              |
| 19 | Mário Lampreia de Gusmão Madeira                                                   |      | 29 de janeiro de 1949   | 15 de março de 1952                                                  | 3 anos, 1 mês e 15 dias    | 1 Campeonato Nacional 2 Taças de Portugal 1 Taça Latina                                      |
| 20 | Joaquim Ferreira Bogalho                                                           |      | 15 de março de 1952     | 30 de março de 1957                                                  | 5 anos e 15 dias           | 1 Campeonato Nacional 3 Taças de Portugal                                                    |
| 21 | Maurício Vieira de Brito                                                           |      | 30 de março de 1957     | 31 de março de 1962                                                  | 5 anos e 1 dia             | 3 Campeonatos Nacionais 2 Taças de Portugal 1 Taça dos Clubes Campeões Europeus              |
| 22 | António Cabral Fezas Vital                                                         |      | 31 de março de 1962     | 26 de março de 1964                                                  | 1 ano, 11 meses e 24 dias  | 1 Campeonato Nacional 1 Taça de Portugal 1 Taça dos Clubes Campeões Europeus                 |
| 23 | Adolfo Vieira de Brito                                                             |      | 26 de março de 1964     | 8 de maio de 1965                                                    | 1 ano, 1 mês e 12 dias     | 2 Campeonatos Nacionais 1 Taça de Portugal                                                   |
| 24 | António Catarino Duarte                                                            |      | 8 de maio de 1965       | 17 de junho de 1966                                                  | 1 ano, 1 mês e 9 dias      |                                                                                              |
| 25 | José Ferreira Queimado                                                             |      | 17 de junho de 1966     | 3 de julho de 1967                                                   | 1 ano e 16 dias            | 1 Campeonato Nacional                                                                        |
| —  | Adolfo Vieira de Brito                                                             |      | 3 de julho de 1967      | 12 de abril de 1969                                                  | 1 ano, 9 meses e 9 dias    | 1 Campeonato Nacional                                                                        |
| 26 | Duarte Borges Coutinho                                                             |      | 12 de abril de 1969     | 26 de maio de 1977                                                   | 8 anos, 1 mês e 14 dias    | 7 Campeonatos Nacionais 3 Taças de Portugal                                                  |
| —  | José Ferreira Queimado                                                             |      | 26 de maio de 1977      | 29 de maio de 1981                                                   | 4 anos e 3 dias            | 1 Campeonato Nacional 2 Taças de Portugal 1 Supertaça Cândido de Oliveira                    |
| 27 | Fernando Martins                                                                   |      | 29 de maio de 1981      | 27 de março de 1987                                                  | 5 anos, 9 meses e 26 dias  | 2 Campeonatos Nacionais 3 Taças de Portugal 1 Supertaça Cândido de Oliveira                  |
| 28 | João Maria dos Santos Júnior                                                       |      | 27 de março de 1987     | 24 de abril de 1992                                                  | 5 anos e 28 dias           | 3 Campeonatos Nacionais 1 Taça de Portugal 1 Supertaça Cândido de Oliveira                   |
| 29 | Jorge de Brito                                                                     |      | 24 de abril de 1992     | 7 de janeiro de 1994                                                 | 1 ano, 8 meses e 14 dias   | 1 Taça de Portugal                                                                           |
| 30 | Manuel Damásio                                                                     |      | 7 de janeiro de 1994    | 31 de outubro de 1997                                                | 3 anos, 9 meses e 24 dias  | 1 Campeonato Nacional 1 Taça de Portugal                                                     |
| 31 | João Vale e Azevedo                                                                |      | 31 de outubro de 1997   | 27 de outubro de 2000                                                | 2 anos, 11 meses e 26 dias |                                                                                              |
| 32 | Manuel Vilarinho                                                                   |      | 27 de outubro de 2000   | 31 de outubro de 2003                                                | 3 anos e 4 dias            |                                                                                              |
| 33 | Luís Filipe Vieira                                                                 |      | 31 de outubro de 2003   | Autosuspenso a 9 de Julho de 2021 (Demitiu-se a 15 de Julho de 2021) | 17 anos, 8 meses e 8 dias  | 7 Campeonatos Nacionais 3 Taças de Portugal 7 Taças da Liga 5 Supertaças Cândido de Oliveira |
| 34 | Rui Manuel César Costa                                                             |      | 9 de julho de 2021      | Presente                                                             | 4 anos e 26 dias           | 1 Campeonato Nacional 2 Supertaça Cândido de Oliveira 1 Taça da Liga                         |